# Enrique Barriga
Enrique Barriga Larraín (Río de Janeiro, 4 de julio de 1958) es administrador público y diplomático chileno. Se desempeñó como embajador de Chile en Honduras por espacio de cinco años, previamente fue Cónsul General de Chile en San Francisco entre 2016 y 2018.

## Carrera
Administrador público de profesión, posee una maestría en Derecho Internacional Humanitario y Justicia Penal en la Universidad Oberta de Cataluña de Barcelona y especializaciones en la Unión Europea en la misma Casa de Estudios. Entre sus anteriores destinaciones diplomáticas se cuentan: San Francisco, Estados Unidos (2016- 2018),  Suecia (2010-2015), Alemania (2003-2007), Dinamarca (1996-2001), Malasia (1992-1993), Australia (1989-1991), Kenia (1983-1987) y Bolivia (1982-1983).
En el Ministerio de Relaciones Exteriores chileno ha trabajado en la Dirección Consular (1980-1981), en la Academia Diplomática (1987-1988), en la Dirección Asia-Pacífico (1994-1995), en la Dirección de Asuntos de Europa (2001-2002), en la Dirección de América del Sur (2008-2010) y en la Dirección de Medio Oriente y África (2015-2016). Asimismo, ha participado como delegado de Chile en diversas conferencias internacionales. Habla fluidamente inglés y francés, y satisfactoriamente alemán.
Ha sido condecorado por los gobiernos de Dinamarca, Polonia y por la Cancillería de su país con la Medalla al Mérito Funcionario por 20, 30 y 35 años de servicio.
Adicionalmente cerca del término de su misión diplomática en Honduras, fue reconocido por la Cancillería Hondureña la cual le impuso la condecoración de la Orden José Cecilio del Valle en el Grado de Gran Cruz, Placa de Plata. 